# Никола Бакърджиев (генерал-майор)
Никола (Николай) Савов Бакърджиев е български офицер, генерал-майор от артилерията, участник в Сръбско-българската война (1885), командир на 6-и артилерийски полк.

## Биография
Никола Бакърджиев е роден на 6 февруари 1861 г. в с. Беброво, Търновско. На 30 август 1880 г. завършва Военното на Негово Величество училище и е произведен в чин подпоручик. Служи в софийския артилерийски склад и 1-ви артилерийски полк. На 30 август 1883 е произведен в чин поручик. По време на Сръбско-българската война (1885) е командир на планинска батарея от Брезнишко-трънския отряд. На 30 август 1886 г. е произведен в чин капитан. Служи като началник на планинската артилерия. На 2 август 1890 г. е произведен в чин майор, на 14 април 1892 г. е назначен за командир на 3-ти артилерийски полк, като до това време е бил командир на батарея от същия полк. През 1895 г. е произведен в чин подполковник, а през 1899 г. в чин полковник. Към 1904 г. полковник Бакърджиев командва 6-и артилерийски полк. На 31 декември 1935 е произведен в чин генерал-майор.

## Военни звания
- Подпоручик (30 август 1880)
- Поручик (30 август 1883)
- Капитан (30 август 1886)
- Майор (2 август 1890)
- Подполковник (1895)
- Полковник (1899)
- Генерал-майор (31 декември 1935)

## Образование
- Военно на Негово Княжеско Височество училище (до 1880)